# ريجان هيندري
ريغان هيندري (بالإنجليزية: Regan Hendry) (من مواليد 21 يناير 1998) هو لاعب كرة قدم اسكتلندي محترف، يلعب في مركز خط الوسط لنادي فوريست غرين في الدوري الإنجليزي الدرجة الثانية.
بدأ هندري مسيرته الكروية في ريث روفرز، على سبيل الإعارة من نادي سلتيك في يناير 2018، حتى نهاية الموسم. بعد فترة الإعارة الثانية لنادي ريث روفرز خلال موسم 2018-19، انتهى عقده مع سلتيك في نهاية هذا الموسم، ووقع عقدًا مع ريث روفرز لمدة عامين. فاز بالدوري الإسكتلندي الدرجة الثانية وصُعِّدوا إلى الدوري الإسكتلندي الدرجة الأولى في موسمه الأول بالنادي، وسمَّتهُ رابطة لاعبي كرة القدم المحترفين في اسكتلندا والدوري الاسكتلندي للمحترفين لكرة القدم في فريق الموسم لهذه البطولة.

## مسيرته الكروية

### المسيرة المبكرة
ولد هندري في إدنبرة. بدأ مسيرته في فئة الشباب في نادي Lothian Thistle Hutchison Vale، قبل الانضمام إلى نادي سلتيك في سن 15 عامًا. ووقع عقدًا لمدة ثلاث سنوات في عام 2016.

### ريث روفرز
في 2 يناير 2018، انضم هيندري إلى ريث روفرز على سبيل الإعارة حتى نهاية الموسم. خاض 11 مباراة في الدوري مع النادي خلال هذه الفترة. عاد إلى ريث روفرز في 28 سبتمبر 2018، على سبيل الإعارة حتى يناير 2019، وخاض أربع مباريات أخرى في الدوري.
انتهى عقده مع نادي سلتيك في موسم 2018–19، ووقع لاحقًا لـريث روفرز بعقد لمدة عامين. فاز هندري مع نادي ريث روفرز بـالدوري الإسكتلندي الدرجة الثانية، وساعد النادي في موسم مثير للإعجاب على الصعود إلى الدوري الإسكتلندي الدرجة الأولى. أثار هندري الإعجاب في هذين الموسمين، وسمَّتهُ رابطة لاعبي كرة القدم المحترفين في اسكتلندا والدوري الاسكتلندي للمحترفين لكرة القدم في فريق الموسم في عام 2021. وترك النادي في نهاية عقده في صيف 2021.

### فوريست غرين
وقع هندري عقدًا لمدة عامين مع نادي فوريست غرين في يونيو 2021.

## مسيرته الدولية
لعب مع منتخب اسكتلندا تحت 15 سنة وتحت 16 سنة وتحت 17 سنة.

## إحصائيات مسيرته
آخر تحديث 24 يونيو 2021.
| النادي            | الموسم   | الدوري                           | الدوري    | الدوري  | الكأس     | الكأس   | كأس الدوري | كأس الدوري | أخرى      | أخرى    | المجموع   | المجموع |
| النادي            | الموسم   | الدرجة                           | المباريات | الأهداف | المباريات | الأهداف | المباريات  | الأهداف    | المباريات | الأهداف | المباريات | الأهداف |
| ----------------- | -------- | -------------------------------- | --------- | ------- | --------- | ------- | ---------- | ---------- | --------- | ------- | --------- | ------- |
| نادي سلتيك تحت 20 | 2016–17  | —                                | —         | —       | —         | —       | —          | —          | 3         | 2       | 3         | 2       |
| نادي سلتيك تحت 20 | 2017–18  | —                                | —         | —       | —         | —       | —          | —          | 1         | 1       | 1         | 1       |
| نادي سلتيك تحت 20 | 2018–19  | —                                | —         | —       | —         | —       | —          | —          | 1         | 0       | 1         | 0       |
| نادي سلتيك تحت 20 | المجموع  | المجموع                          | 0         | 0       | 0         | 0       | 0          | 0          | 5         | 3       | 5         | 3       |
| نادي سلتيك        | 2017–18  | الدوري الاسكتلندي الممتاز        | 0         | 0       | 0         | 0       | 0          | 0          | 0         | 0       | 0         | 0       |
| نادي سلتيك        | 2018–19  | الدوري الاسكتلندي الممتاز        | 0         | 0       | 0         | 0       | 0          | 0          | 0         | 0       | 0         | 0       |
| نادي سلتيك        | المجموع  | المجموع                          | 0         | 0       | 0         | 0       | 0          | 0          | 0         | 0       | 0         | 0       |
| ريث روفرز (إعارة) | 2017–18  | الدوري الإسكتلندي الدرجة الثانية | 11        | 0       | 0         | 0       | 0          | 0          | 2         | 0       | 13        | 0       |
| ريث روفرز (إعارة) | 2018–19  | الدوري الإسكتلندي الدرجة الثانية | 4         | 0       | 0         | 0       | 0          | 0          | 0         | 0       | 4         | 0       |
| ريث روفرز         | 2019–20  | الدوري الإسكتلندي الدرجة الثانية | 22        | 1       | 1         | 0       | 4          | 0          | 4         | 3       | 31        | 4       |
| ريث روفرز         | 2020–21  | الدوري الإسكتلندي الدرجة الأولى  | 25        | 3       | 1         | 0       | 4          | 1          | 4         | 0       | 34        | 4       |
| ريث روفرز         | المجموع  | المجموع                          | 47        | 4       | 2         | 0       | 8          | 1          | 8         | 3       | 65        | 8       |
| فوريست غرين       | 2021–22  | الدوري الإنجليزي الدرجة الثانية  | 0         | 0       | 0         | 0       | 0          | 0          | 0         | 0       | 0         | 0       |
| الإجمالي          | الإجمالي | الإجمالي                         | 62        | 4       | 2         | 0       | 8          | 1          | 15        | 6       | 87        | 11      |

1. 1 2 3 4  عدد مرات الظهور في كأس التحدي الإسكتلندي
2. ↑  عدد مرات الظهور في ملحق الصعود للدوري الإسكتلندي الدرجة الأولى
3. ↑  عدد مرات الظهور في ملحق الصعود للدوري الإسكتلندي الممتاز

## ألقاب

### الأندية
ريث روفرز
- الدوري الإسكتلندي الدرجة الثانية: 2019–20[17]
- كأس التحدي الإسكتلندي: 2019–20[18]

### فردية
- تشكيلة العام للاتحاد الإسكتلندي لكرة قدم للمحترفين: 2020–21[6]
- تشكيلة العام لبطولة الدوري الاسكتلندي للمحترفين لكرة القدم: 2020–21[7]

## روابط خارجية
- ريجان هيندري على موقع قاعدة بيانات كرة القدم.إي يو (الإنجليزية)
- ريجان هيندري على موقع Soccerway.com (الإنجليزية)
- ريجان هيندري على موقع AS.com (الإسبانية)